# Acyrtops beryllinus
Acyrtops beryllinus är en fiskart som först beskrevs av Hildebrand och Isaac Ginsburg 1927.  Acyrtops beryllinus ingår i släktet Acyrtops och familjen dubbelsugarfiskar. Inga underarter finns listade i Catalogue of Life.